# Mario Mena
Mario Mena Lema (Tarija, 28 febbraio 1927 – La Paz, 8 giugno 2013) è stato un calciatore boliviano, di ruolo attaccante.

## Carriera
Prese parte con la nazionale bolivia ai Mondiali del 1950.
Disputò inoltre con la Bolivia il Campeonato Sudamericano nel 1949 , nel 1953  e nel 1959.